# Billéd
Billéd (románul Biled, németül Billed) falu Romániában, Temes megyében, Billéd község központja. 2004-ben különvált Sándorháza és Újhely, önálló községgé alakulva.

## Fekvése

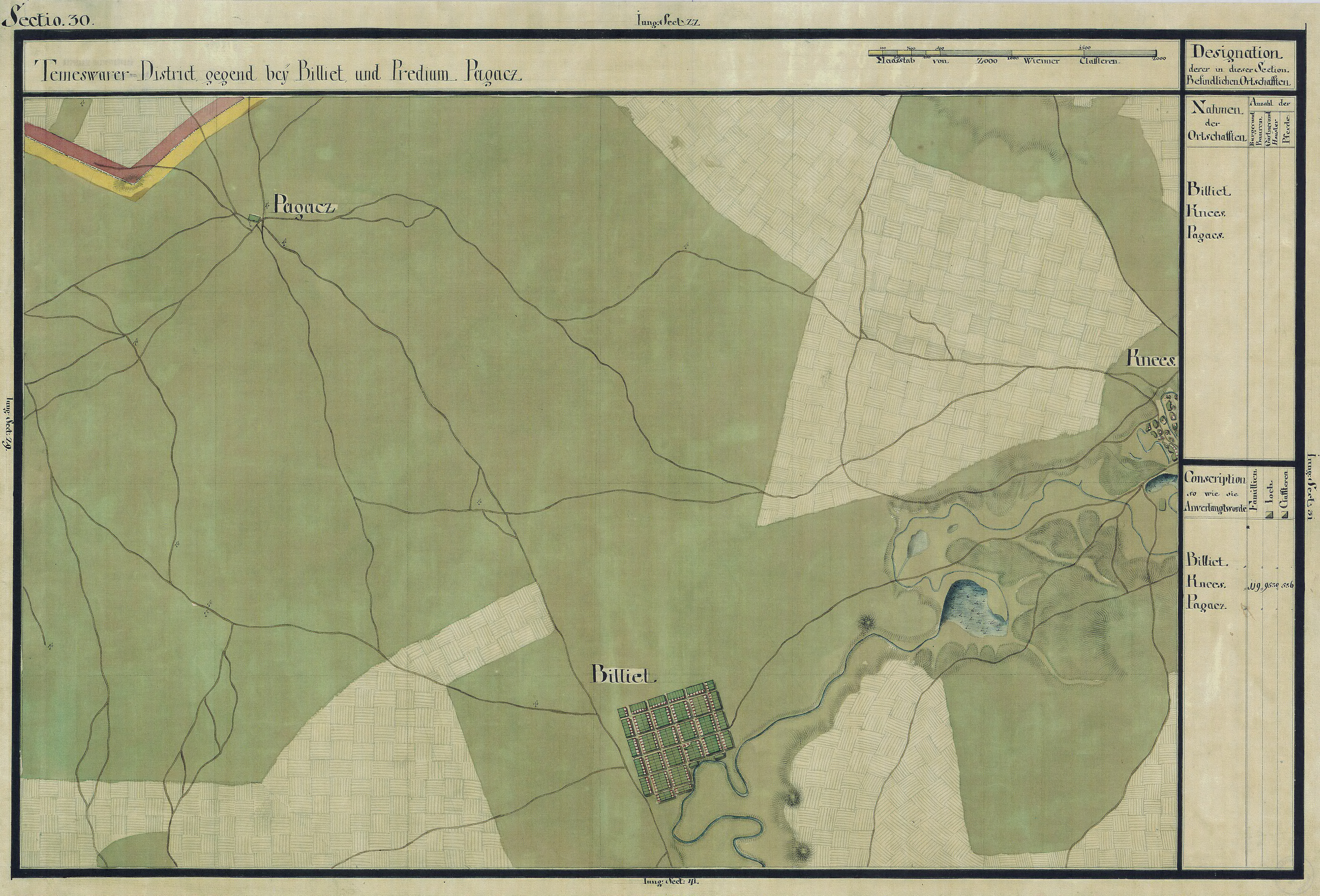
Billéd, egy régi katonai térkép

Temesvártól 28 km-re északnyugatra, a DN6-os főúton fekszik.

## Történelem

### Az első világháború után
1951-ben 506 bánáti sváb lakosát deportálták a Bărăganra.

## Lakossága
1910-ben 3951, többségben német lakosa volt. 2002-ben 3515 lakosából 3025 román, 181 roma, 164 magyar és 124 német nemzetiségű volt.